# Sexuální sublimace
Sexuální sublimace (také sexuální transmutace) je technika, využívaná v některých náboženských a mystických tradicích. Sexuální energie se při ní namísto sexuálního aktu přeměňuje na tvůrčí sílu, která má pomoci duchovnímu probuzení člověka. Psychologicky znamená sublimace přenesení sexuální energie, tj. libida, do nesexuální činnosti nebo do jiných emocí za účelem zabránění sexuálních potřeb. Vychází se z předpokladu, že sexualita jako tvořivá síla lidské bytosti může být využita duchovně, místo aby vyprchala v sexuálních touhách. 